# Provincie Varese
Varese (Provincia di Varese) je provincie v oblasti Lombardie. Sousedí na severu a východě se Švýcarskem, na východě s provincií Como, na jihu s provincií Milano a na západě s piemontskými provinciemi Novara a Verbano-Cusio-Ossola.

## Externí odkazy

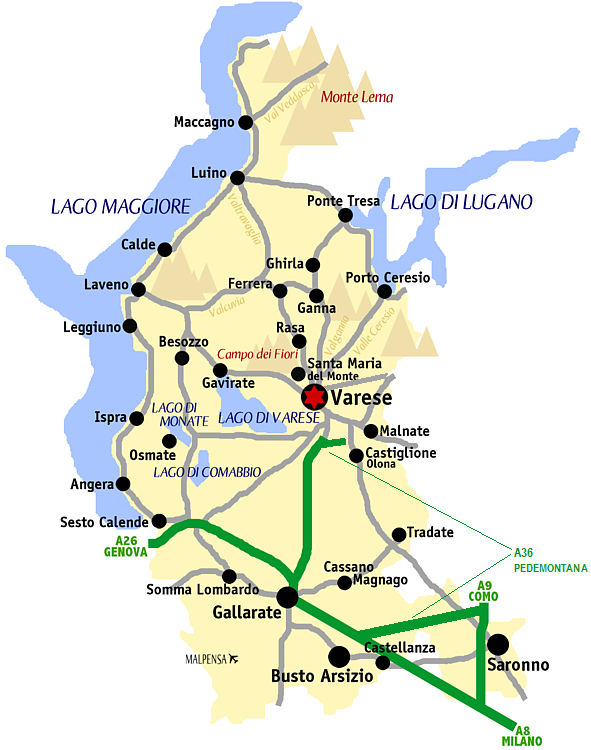
Mapa provincie